# Electrogena lateralis
Electrogena lateralis is een haft uit de familie Heptageniidae. De wetenschappelijke naam van de soort is voor het eerst geldig gepubliceerd in 1834 door Curtis.
De soort komt voor in het Palearctisch gebied.